# 黑果越橘
黑果越橘（学名：Vaccinium myrtillus），又称欧洲蓝莓（英語：European blueberry）或是山桑子，是杜鹃花科越橘属的植物。

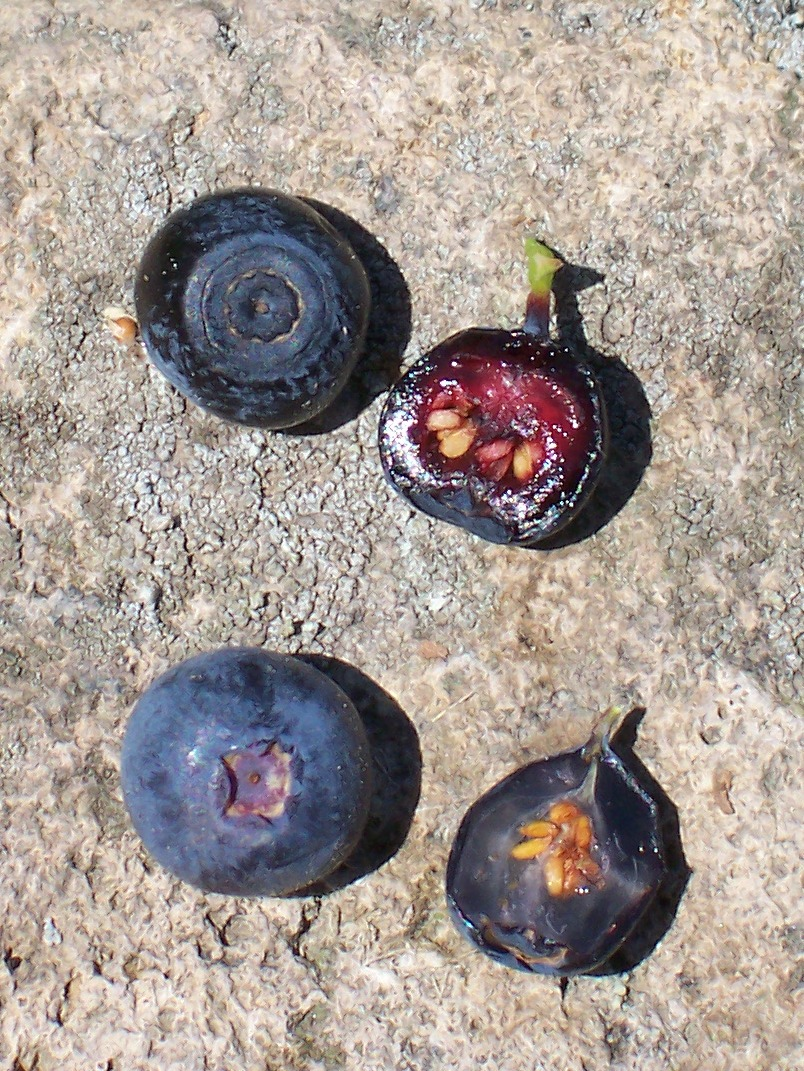
黑果越橘（上）与笃斯（下）的对比。

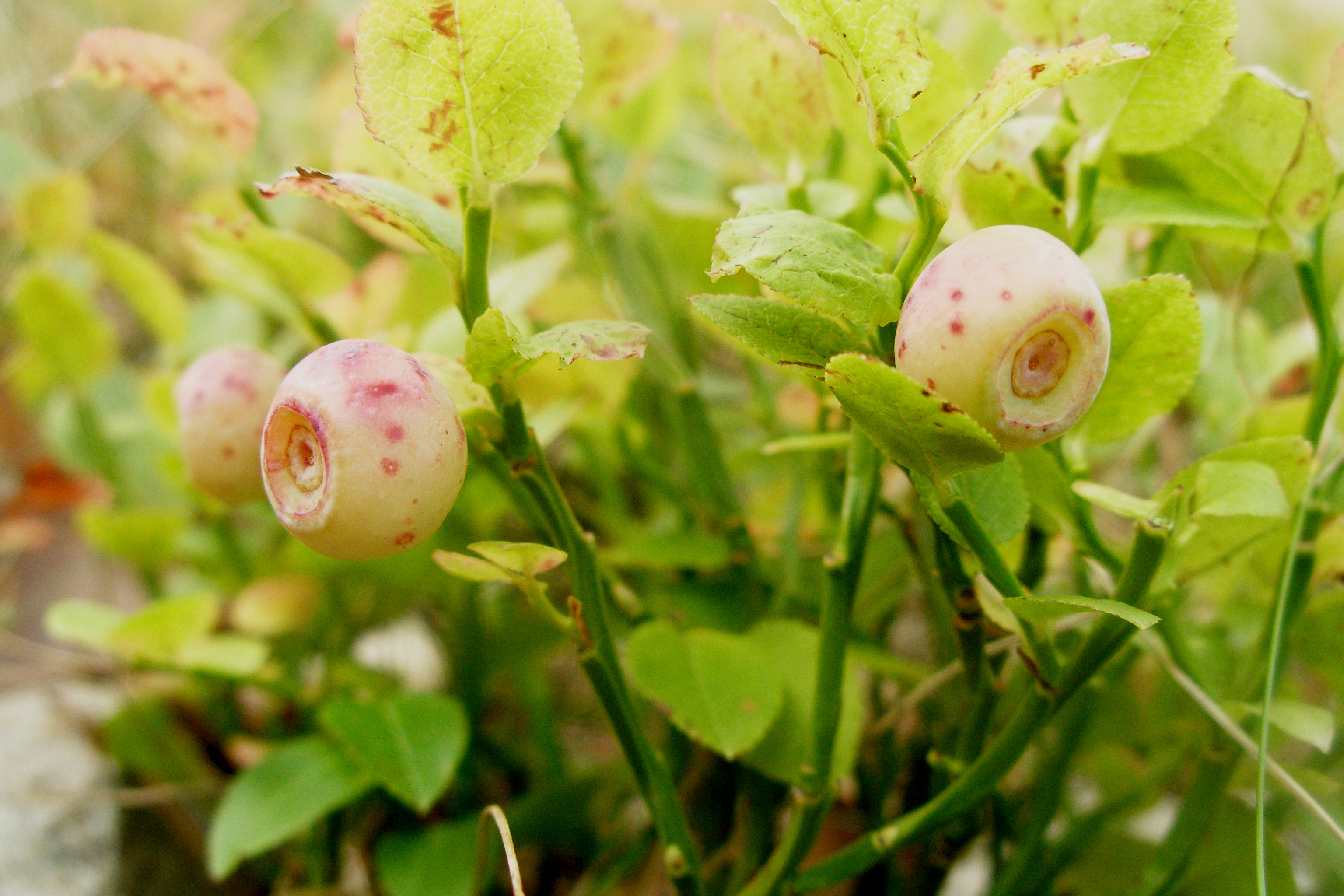
白果变种（V. m. var. leucocarpum）

## 形态

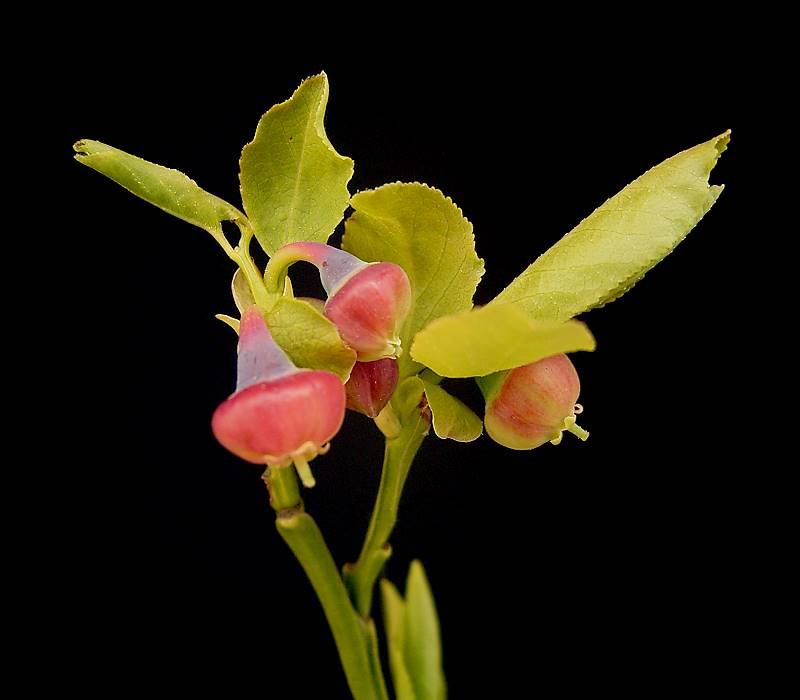
花枝

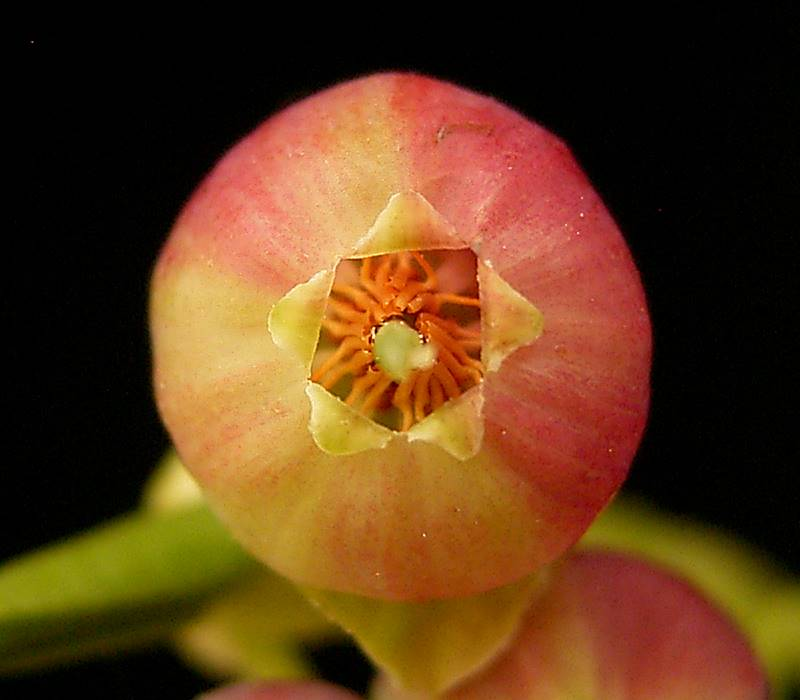
花

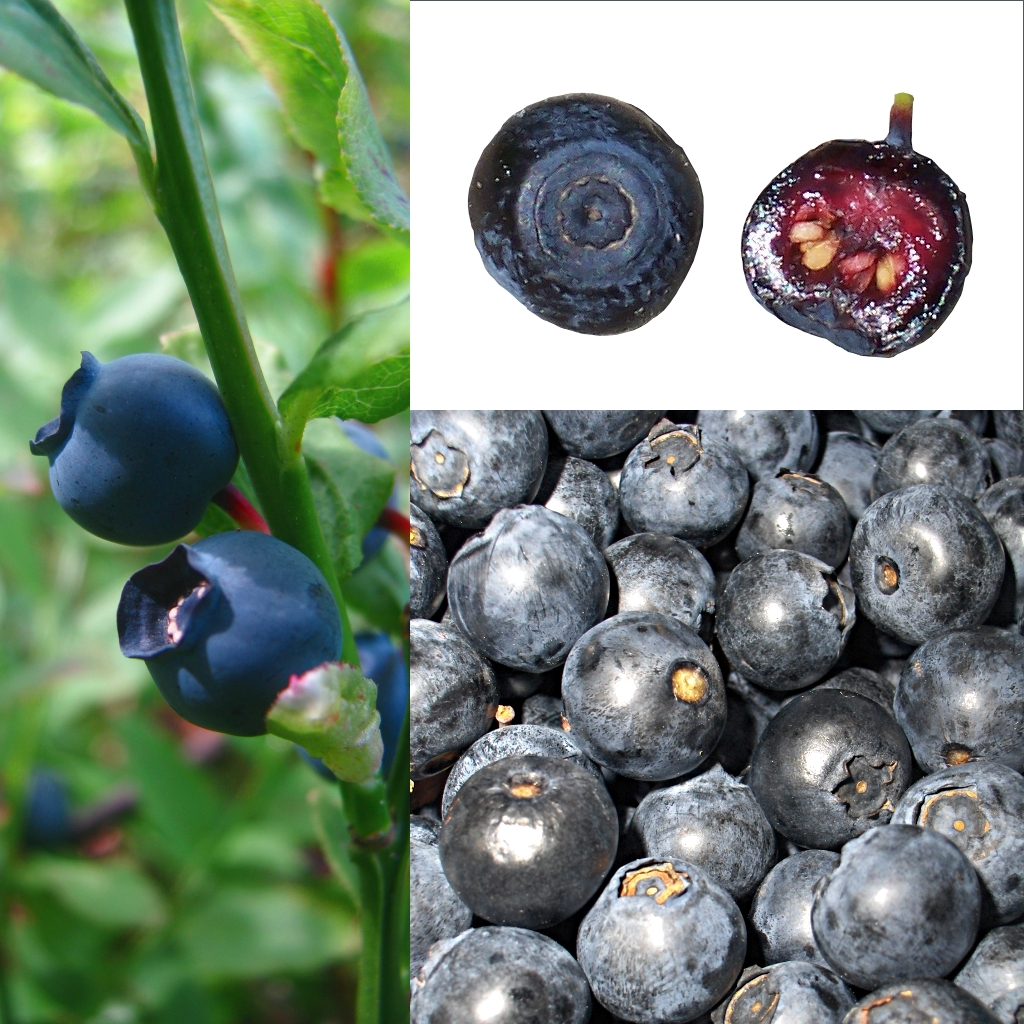
果

矮生落叶灌木，高15~30 (~60) cm，枝黄色，具3~5翼。叶柄极短，长约1毫米；叶片纸质，卵形或椭圆形，先端锐尖或钝圆，基部宽楔形至钝圆，边缘具细锯齿，长1~3cm，宽0.6~1.6cm。花1~3朵生于当年生枝的叶腋，下垂；花梗长2.5-3.5毫米；花冠淡绿色带淡红色晕，球状坛形，长4-6毫米，4-5浅裂，裂片反折。
浆果球形，直径6-10毫米，成熟时蓝黑色，外面被灰白色粉霜。

## 用途
果实可直接食用，亦可用于制作果酱、糕点等食物。
尽管欧洲传统医学将黑果越橘入药，并且黑果越橘含有对健康有益的成分如花青素，但是目前没有足够的证据表明黑果越橘能用于治疗任何疾病。

## 资源分布
主要分布于欧洲、北美和亚洲北部。北欧分布较多，在斯堪的纳维亚开阔的松树林下或干旱的地方都有分布，海拔分布可达1700米。芬兰蕴藏量达15至20万吨，商业性采收量约占其4%，波兰年产量达2.6万吨，德国年产量约400吨，每年从斯堪的纳维亚等地进口约2500吨，在斯洛文尼亚也有一定产量。
中国新疆阿尔泰山有少量分布。生长于高山针叶林下。